# アレックス・グレイ (ポルノ女優)
アレックス・グレイ（Alex Grey、1996年4月20日 – ）は、アメリカ合衆国のポルノ女優、アダルトモデル。

## 来歴
ロシア人、スペイン人の血をひいている。1996年4月20日、ジョージア州フォート・ベニング軍事基地で生まれた。カンザス州に移る前はノースカロライナ州ローリーから約42マイルのヒルズボロに住んでいた。カンザスの大学で学び卒業した。
2015年にチャッターベイトのウェブカメラモデルを務めた。マトリックス・モデルのオーナーであるジョン・スティーヴンが別のモデルを通して彼女に会ったのはこの時期であった。
2015年5月末にカリフォルニアに移り、19歳でポルノ映画界にデビューした。デビュー以来多くのポルノ映画に出演し、ハードコアやアナルセックスシーンを演じた。ペントハウス誌、2015年12月号のペントハウス・ペットに選出された。
2016年、Mr.StrokesXXXスタジオ制作の作品で最初の異人種間の二穴挿入シーンを演じた。
2017年、クリスチャン・クレイ、カーラ・クッシュとともに、『Anal Beauty 4』で「最優秀3Pセックスシーン - 女/女/男」部門のAVNアワードを受賞した。
2019年3月、ヴィクセン・スタジオのエンジェル・オブ・ザ・マンスに選出された

## 受賞とノミネーション
| 年   | 賞           | 結果       | 部門                                                                                | 作品          | 脚注   |
| ---- | ------------ | ---------- | ----------------------------------------------------------------------------------- | ------------- | ------ |
| 2017 | AVNアワード  | ノミネート | Best New Starlet                                                                    | N/A           | [ 7 ]  |
| 2017 | AVNアワード  | ノミネート | Best Anal Sex Scene (ミック・ブルーと)                                              | Anal Beauty 3 | [ 7 ]  |
| 2017 | AVNアワード  | 受賞       | Best Three-Way Sex Scene – Girl/Girl/Boy (カーラ・クッシュ、クリスチャン・クレイと) | Anal Beauty 4 | [ 8 ]  |
| 2017 | XBIZアワード | ノミネート | Best New Starlet                                                                    | N/A           | [ 9 ]  |
| 2018 | AVNアワード  | ノミネート | Female Performer of the Year                                                        | N/A           | [ 10 ] |
| 2018 | XBIZアワード | ノミネート | Female Performer of the Year                                                        | N/A           | [ 11 ] |